# 張海 (弘治舉人)
張海（15世紀—16世紀），字元宗，福建福州府閩縣人，明朝政治人物。

## 生平
張海是景泰七年舉人張璨之子，弘治八年（1495年）乙卯科福建鄉試舉人，九年（1496年）丙辰科會試登副榜，謁選授應天通判管理馬政，他能處理得宜不擾民，明武宗南巡駐蹕南京，內廷供給眾多，朝夕取用，官員束手無策，他卻能準備好馬匹、金幣和軍隊糧食日以萬計，嚴厲規約、出入有序，士兵肅然不敢喧鬧。之後他轉任南寧同知，勤於撫字、興辦學校、改正風俗，善政遠近聞，明世宗即位後入覲乞休未允，適逢邊境不寧，他設計撫輯安定人民，後來有人誣陷他，他說：「我但求無愧於心。」被擬重罪，得兩廣總督審訊後證實清白，不久他也去世。

## 引用
1. 1 2  民國《閩侯縣志·卷六十六·列傳四上》：張海，字元宗，弘治乙卯舉人，以會試乙榜入太學，謁選得應天府通判督馬政，馬課為江南最，而民不擾，武宗南巡駐蹕南京，有司供需百出，取辦旦夕，眾咸束手，海承備馬匹金幣及諸軍餱糧日以萬計，嚴其規約、出入有敘，軍士肅然無敢譁者。遷南寧府同知，篤撫字、興學校、正風俗，善政播遐邇，嘉靖改元，入覲乞休不允，遂復之任，值邊境弗靖，海設策撫輯，民賴以安，有讒於當道者欲中以奇禍，海曰：「吾求無愧於心而已。」既而擬重典始具，顛末辯於朝下，兩廣總督訊狀冤乃白，未幾卒。